# Andrea Burda-Zoyke
Andrea Burda-Zoyke ist eine deutsche Wirtschaftswissenschaftlerin und Wirtschaftspädagogin.

## Leben
Von 1999 bis 2002 machte sie die Ausbildung zur Bankkauffrau bei der Sparkasse Paderborn. Von 2002 bis 2006 studierte sie Wirtschaftspädagogik mit den Schwerpunkten Unternehmensrechnung und Finanzwirtschaft/Bankbetriebslehre an der Universität Paderborn mit dem Abschluss als Diplom-Handelslehrerin. Von 2007 bis 2013 war sie wissenschaftliche Mitarbeiterin im Department Wirtschaftspädagogik (H.-Hugo Kremer) in Paderborn. Nach der Promotion 2012 an der Fakultät für Wirtschaftswissenschaften der Universität Paderborn war sie von 2013 bis 2014 Akademische Rätin a. Z. im Department Wirtschaftspädagogik (Peter F. E. Sloane) an der Universität Paderborn. Von 2013 bis 2014 vertrat sie den Lehrstuhl für Berufspädagogik und berufliche Rehabilitation an der TU Dortmund. Von 2014 bis 2015 lehrte sie als Juniorprofessorin für Lehren und Lernen an der Hochschule im interdisziplinären Zentrum für universitäres Lehren und Lernen an der Universität Hamburg. Seit 2015 ist sie Professorin für Pädagogik mit dem Schwerpunkt Berufs- und Wirtschaftspädagogik an der Christian-Albrechts-Universität zu Kiel.
Ihre Arbeitsschwerpunkte sind individuelle Förderung, Inklusion und Umgang mit Heterogenität, förderbezogene Kompetenzdiagnose und -entwicklung, Lernumgebungen und komplexe Lehr-Lernarrangements, Curriculum- und Bildungsgangarbeit, professionelle Lehrkompetenz und Professionalisierung von Lehrkräften, Übergangssystem, Übergang Schule – Beruf und Berufsorientierung, forschendes Lernen im Praxissemester und Design-Based Research.

## Schriften (Auswahl)
- mit H.-Hugo Kremer (Hg.): Individuelle Förderung in der beruflichen Bildung. Grundlegung und Annäherung im Kontext von Forschungs- und Entwicklungsprojekten. Paderborn 2010, ISBN 978-3-940625-11-3.
- Individuelle Förderung zur Kompetenzentwicklung in der beruflichen Bildung. Eine designbasierte Fallstudie in der beruflichen Rehabilitation. Paderborn 2012, ISBN 978-3-940625-22-9.
- mit Kirsten Vollmer (Hg.): Inklusion in der Berufsbildung: Befunde – Konzepte – Diskussionen. Bielefeld 2016, ISBN 3-7639-1182-0.
- mit Birgit Brouër, Jörg Kilian und Inger Petersen (Hg.): Vernetzung in der Lehrerinnen- und Lehrerbildung. Ansätze, Methoden und erste Befunde aus dem LeaP-Projekt an der Christian-Albrechts-Universität zu Kiel. Münster 2018, ISBN 978-3-8309-3803-3.